# بحيرة نازك
بحيرة نازك (بالتركية: Nazik)‏; (بالأرمنية: Նազիկ)‏ هي بحيرة للمياه العذبة تقع في بدليس (محافظة)،في الجزء الشرقي من تركيا. وهي تقع في 38.855547 ° N 42.286783 ° E، بالقرب من بحيرة وان. تقع بحيرة نازك على ارتفاع حوالي 1816 متر. وتبلغ مساحتها الكلية 44.5 كيلومتر مربع وأقصى عمق فيها حوالي 50 مترا.

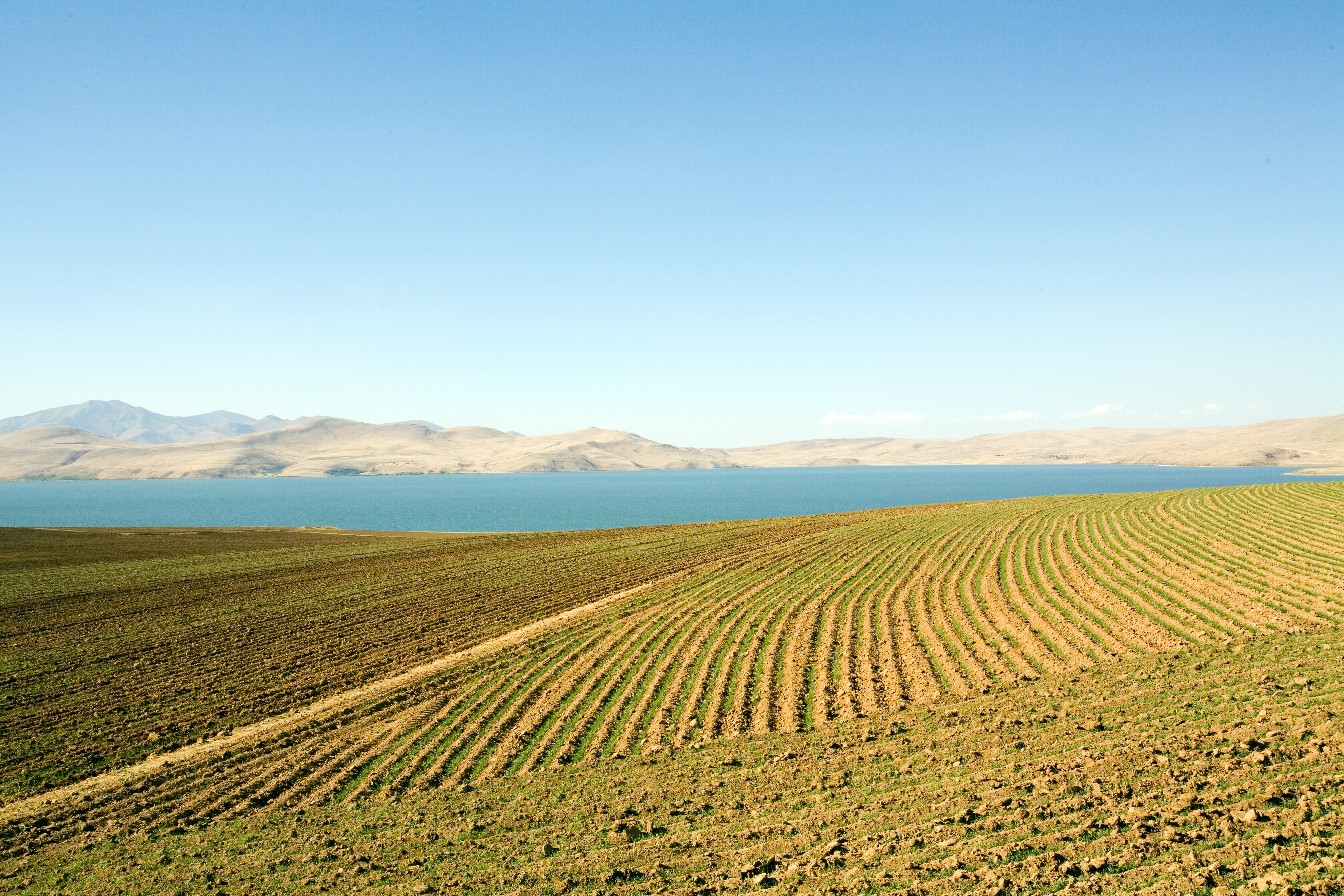
بحيرة نازك

## روابط خارجية
- Sports Activities at the Republic of Turkey Ministry of Culture and Tourism Site

‌